# Прекогниција
Прекогниција је психички феномен гледања или на други начин директне свести о догађајима у будућности.
Као и код других паранормалних феномена, не постоје прихваћени научни докази да је прекогниција стварни ефекат, а широко се сматра да је псеудонаука. Чини се да преикогниција такође крши принцип узрочности, да се ефекат не може појавити пре његовог узрока.
Кроз историју се веровало у прекогницију. Упркос недостатку научних доказа, многи људи верују да је стварна; и даље се извештава и остаје тема истраживања и дискусије унутар парапсихолошке заједнице.